# 아일린 그렌치

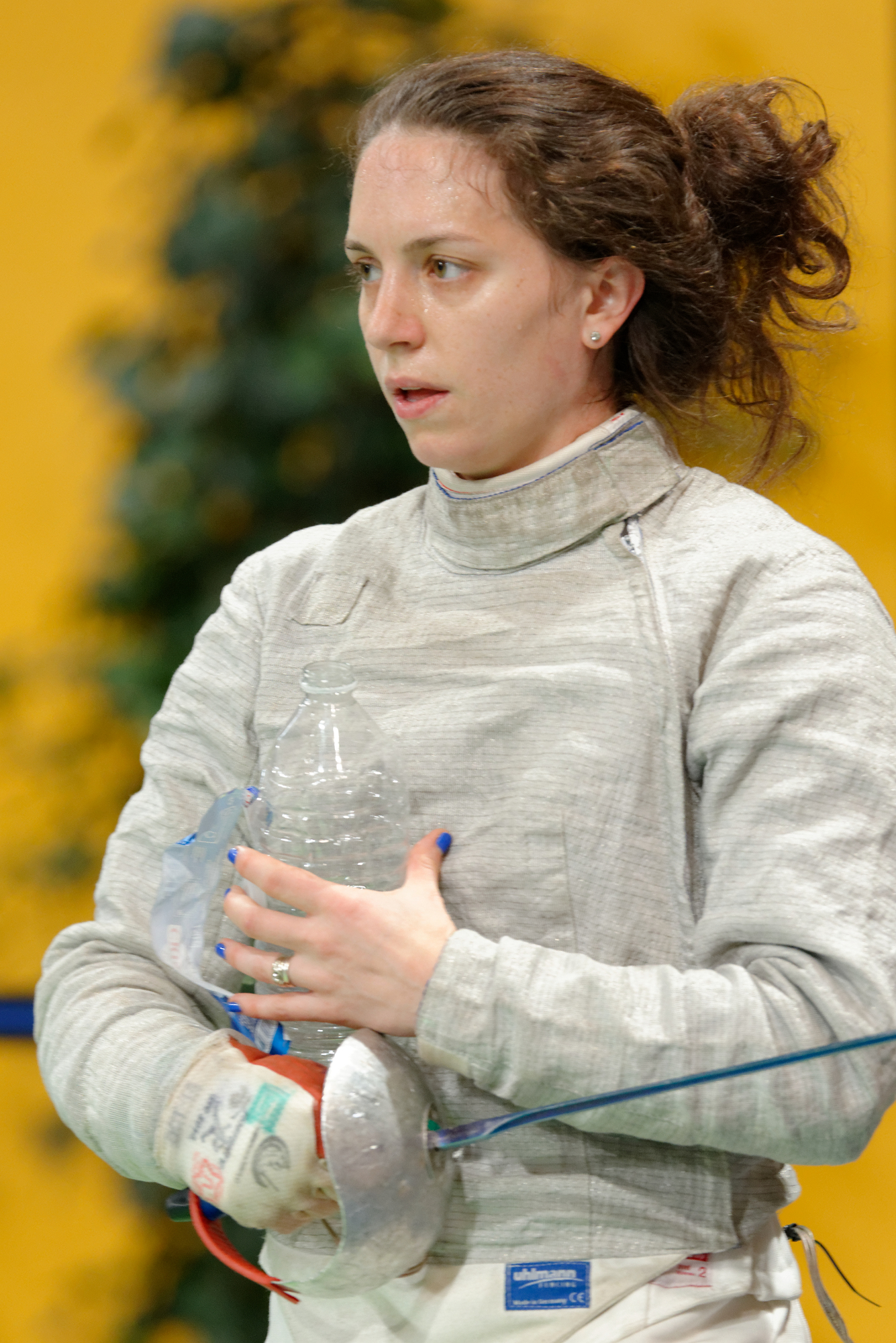
아일린 그렌치

아일린 그렌치(영어: Eileen Grench; 1986년 8월 5일 ~ 캘리포니아주 팰로앨토)는 미국, 파나마 이중국적 여자 펜싱 사브르 선수이다.
2016년 하계 올림픽에는 파나마 국적으로 여자 펜싱 사브르에 출전했다.